# Jakub Wasersztrum
Jakub Icchak Wasersztrum (ur. 22 października 1905 w Warszawie, zm. 10 grudnia 1993 w Sztokholmie) – polski działacz komunistyczny i społeczności żydowskiej.

## Życiorys
Urodził się w Warszawie w rodzinie żydowskiej, jak syn blacharza. W okresie międzywojennym ukończył szkołę powszechną. W latach 1927–1938 był działaczem Komunistycznej Partii Polski. Okres II wojny światowej spędził w Związku Radzieckim. Tam pracował w Magnitogorsku jako blacharz i był działaczem Związku Patriotów Polskich. W 1946 jako repatriant wrócił do Polski i osiadł we Wrocławiu. Został kierownikiem wydziału propagandy Wojewódzkiego Komitetu Żydów we Wrocławiu. W latach 1950–1953 był przewodniczącym wrocławskiego oddziału Towarzystaw Społeczno-Kulturalnego Żydów w Polsce. Od 1953 zasiadał w Zarządzie Głównym tej organizacji - odpowiadał za działalność agitacyjną i propagandową.
W 1969 po antysemickiej nagonce, będącej następstwem wydarzeń marcowych wyemigrował do Izraela. W 1976 przeprowadził się do Szwecji. Osiadł w Sztokholmie, gdzie zmarł.